# Peclers
Peclers（ペクレール）は、1970年に設立されたトレンド情報会社である。  

## 概要
ブランドや企業を対象に、トレンド分析、消費者レポート、ブランド戦略コンサルティングなどを提供。
小売業、ビューティ＆コスメティック、エレクトロニクス、日用品など、様々な業界に向けた、トレンド予測 とデザイン支援を行なう。
また、ファッションやインテリアに関する、季刊のトレンドブックを発行している。
2003年にペクレールは、ロンドンに本拠地を置く広告代理店WPPグループのメンバーとなった。 
パリ本社、 ニューヨーク支社、上海支社、世界各地の代理店により、30カ国でビジネスを展開している。
同社のスローガンは、Fashioning the future。

## 歴史
- 1970年　ドミニク・ペクレールにより、フランス、パリで設立
- 2001年　ニューヨークに最初の支社を開設[3]
- 2003年　ロンドンに本拠地を置く広告代理店WPPグループのメンバーとなる
- 2007年　エリック・デュシャンが代表取締役に就任
- 2010年　上海に支社を開設
- 2018年　アン・エティエンヌ＝ルブール（Anne Etienne-Reboul）が代表取締役に就任

## 業務内容
- トレンドブック
- ブランド戦略
- クリエーティブ/イノベーション支援
- トレンド分析
- デザイン・コンサルティング